# Вивег, Михал
Михал Вивег (чеш. Michal Viewegh; род. 31 марта 1962, Прага) — чешский писатель и публицист. Один из видных представителей современной чешской прозы.

## Биография
Родился в семье химика и юриста.
До 1988 изучал чешскую филологию и педагогику в Карловом университете. После получения диплома некоторое время учительствовал. Затем два года был редактором чешского литературного журнала «Český spisovatel».
Сейчас один из наиболее популярных писателей Чехии. Произведения М. Вивега включены в хрестоматии чешских учебников.

## Творчество
Печататься начал с 1982 года. Публиковал свои рассказы в журналах «Млада фронта» и «Млады свет».
Опубликовал свыше 20 книг разного жанра — от детских книжек и детективов до серьезной социально-психологической прозы, дающей основание некоторым критикам сравнивать его с Миланом Кундерой.
Многие из его книг экранизированы (фильмы «Бесстыдник», «Воспитание девушек в Чехии», «From Subway with Love» по роману «Роман для женщин», «Holiday Makers» по роману «Участники заезда») и инсценированы, переведены по меньшей мере на 25 языков мира.
На русском языке изданы его романы:
- «Лучшие годы — псу под хвост»
- «Летописцы отцовской любви»
- «Игра на вылет»
- «Роман для женщин»
- «Ангелы на каждый день»

## Избранные произведения
- «Názory na vraždu», 1990
- «Báječná léta pod psa», 1992
- «Nápady laskavého čtenáře», 1993
- «Výchova dívek v Čechách», 1994
- «Účastníci zájezdu», 1996
- «Zapisovatelé otcovský lásky», 1998
- «Povídky o manželství a o sexu», 1999
- «Nové nápady laskavého čtenáře», 2000
- «Švédské stoly aneb Jací jsme», 2000
- «Román pro ženy», 2001
- «Báječná léta s Klausem», 2002
- «Případ nevěrné Kláry», 2003
- «Na dvou židlích», 2003
- «Vybíjená», 2004
- «Tři v háji», 2004 (в соавт.)
- «Lekce tvůrčího psaní», 2005
- «Andělé všedního dne», 2007

Лауреат престижной литературной премии им. Йиржи Ортена.